# Yannis Tafer
Yannis Tafer (Grenoble, 11 febbraio 1991) è un calciatore algerino, attaccante dell'Allobroges Asafia.

## Biografia
È cugino di Aziz Tafer, calciatore fra le altre del Grenoble.

## Caratteristiche tecniche
Nel 2010 è stato inserito nella lista dei migliori calciatori nati dopo il 1989 stilata da Don Balón.

## Carriera

### Club
Nella stagione 2008-2009 ha disputato tre gare in Ligue 1 con la maglia dell'Olympique Lione. Nel corso della sessione estiva del calciomercato 2010 è passato in prestito al Tolosa che doveva sostituire André-Pierre Gignac a sua volta passato all'Olympique Marsiglia. Nell'estate 2011 ritorna a Lione come sostituto di Gomis e Lisandro López. L'anno successivo si è trasferito nel campionato elvetico, militando nelle file del Losanna. Dopo due stagioni nella squadra romanda, passa al San Gallo.

### Nazionale
Si è messo in luce durante la fase finale del campionato d'Europa Under-17 2008 realizzando quattro reti in cinque gare e affermandosi così capocannoniere del torneo.

## Palmarès

### Nazionale
- Campionato d'Europa Under-19: 1

2010

### Individuale
- Capocannoniere del Campionato europeo Under-17: 1

2008 (4 gol)